# قاسم‌بک
قاسم‌بک (به قزاقی: Қасымбек، قاسىمبەك}} یک منطقهٔ مسکونی در قزاقستان است که در شهرستان جامبیل، آلماتی واقع شده‌است.